# Léo (historien)
Pour les articles homonymes, voir Léo.
Arakel Grigori Babakhanian (en arménien Առաքել Գրիգորի Բաբախանյան), né le 26 avril 1860 à Chouchi, gouvernement d'Elizavetpol, Empire russe et mort le 14 novembre 1932 à Erevan, Arménie, plus connu sous le pseudonyme de Léo (Լեո), est un historien arménien.
Il a publié de nombreuses études, en particulier dans Mourdj. Il est également connu pour son Histoire des Arméniens en trois volumes, publiée entre 1917 et 1947.